# 13111 Papacosmas
13111 Papacosmas è un asteroide della fascia principale. Scoperto nel 1993, presenta un'orbita caratterizzata da un semiasse maggiore pari a 1,9414499 UA e da un'eccentricità di 0,0961873, inclinata di 27,35085° rispetto all'eclittica.